# 長鬚裂腹魚
長鬚裂腹鱼（学名：Schizothorax longibarbus）为輻鰭魚綱鯉形目鲤科裂腹鱼属的其中一種。該物種主要分布於亞洲中國，體長可達21.5公分，棲息在中底層水域。

## 形态特征
体延长，较侧扁，体背隆起，腹部平坦。体背棕褐色，腹侧粉红色或浅黄色，各鳍亦呈粉红色或浅黄色。